# مارغريت هيل (مصلحة اجتماعية)
كرست مارغريت نيفيل هيل الحائزة على رتبة الإمبراطوية البريطانية (1885 - 1970) حياتها المهنية لرعاية كبار السن وكانت مؤسسة هيل هومز (بالإنجليزية: Hill Homes)‏ في هايغيت و(بالإنجليزية: Hornsey Housing Trust)‏ في هورنسي.

## السنوات المبكرة
ولدت مارغريت نيفيل كينز في كامبريدج عام 1885، وهي الإبنة الوسطى لجون نيفيل كينز (1852-1949) وفلورنس آدا كينز (1861-1958). شقيقها الأكبر هو الاقتصادي جون ماينارد كينز وشقيقها الأصغر الجراح والباحث المتميز السير جيفري كينز. لقد نشأت في طريق هارفي، كامبريدج وتلقت تعليمها في المنزل على يد مربية ثم في مدرسة ويكومب آبي.

## حياتها المهنية

### كامبريدج
بدلاً من المجال الأكاديمي، اختارت مارغريت مهنة تتبع نمط والدتها. التحقت فلورنس كينز بكلية نيونهام في كامبريدج، وأصبحت مصلحة اجتماعية وقاضية وأول امرأة مستشارة لمدينة كامبريدج، وأصبحت عمدة في عام 1932. أسست تبادلًا مبكرًا لعمالة الأحداث، وسجل توظيف كامبريدج للبنين، وكانت سكرتيرة جمعية المنظمات الخيرية المحلية، التي قدمت معاشات تقاعدية لكبار السن الذين يعيشون في فقر.
كانت أول وظيفة لمارغريت في سجل توظيف الأولاد مع أجلنتينا جيب (مؤسس جمعية إنقاذ الطفولة الخيرية في عام 1919)، ثم قامت لاحقًا بإنشاء سجل مماثل للفتيات. توجد لوحة زرقاء فوق 82 شارع ريجنت حيث يوجد سجل توظيف الأولاد. طورت مارغريت وأجلنتينا علاقة وثيقة، والتي انتهت بخطوبة مارغريت لأرشيبالد هيل في فبراير 1913. استقالت مارغريت من منصب سكرتيرة سجل توظيف الأولاد في عام 1912، عندما تولت صديقتها وأخت زوجها المستقبلية، مارغريت داروين، ابنة السير جورج هوارد داروين وحفيدة تشارلز داروين مهامها، لكنها ظلت في مجلس الإدارة حتى عام 1920. عندما انتقل آل هيلز إلى مانشستر، ثم لندن عام 1923.

### هايجيت، لندن
في غضون عام من وصول هيلز إلى ضاحية هايجيت شمال لندن، انخرطت مارغريت في العمل الاجتماعي التطوعي، أولاً مع مراكز هورنسي لرعاية الأمومة والطفل، وأنشأت فرع هايجيت في عام 1928 ثم أصبحت حارسة قانون فقيرة. في عام 1929 تم انتخابها لعضوية مجلس هورنسي بورو وفي عام 1933 كانت أحد الأعضاء المؤسسين لصندوق هورنسي للإسكان. من خلال عمل الصندوق، أدركت مارغريت أن "بعض المستأجرين الأكبر سنًا والأكثر عجزًا كانوا بحاجة إلى مساعدة شخصية بالإضافة إلى الإقامة"  وفي عام 1939 افتتحت مارغريت أول منزل لها لثماني سيدات مسنات، يُدعى ديليا جروتن في 47، طريق سيسيل بارك، كراوتش إند، لندن N8، حيث قدم والداها مساهمة سخية في تحويل المنزل الإدواردي. يوجد اليوم الآلاف من دور السكن والرعاية للمسنين المتواضعة، ولكن عندما افتتحت (بالإنجليزية: Delia Grotten's)‏ كانت فريدة من نوعها تقريبًا.
أثناء الحرب، وبسبب منصبها الرسمي في المجلس، كُلفت بمسؤولية ملاجئ الغارات الجوية المحفورة في حدائق المنطقة والمساحات المفتوحة، لكن مهنتها الرئيسية طوال الحرب كانت إنشاء منظمة منازل هاي جيت لضحايا الحرب المسنين، التي استولت على منازل كبيرة شاغرة لكبار السن الذين فقدوا منازلهم بسبب القصف. في عام 1941، ساعدت في تأسيس المجلس الوطني لرعاية كبار السن (الذي أصبح الآن جزءًا من منظمة Age Concern) وفي عام 1943 أصبحت عضوًا في لجنة راونتري لرعاية كبار السن.
في عام 1944، تأسست شركة (بالإنجليزية: Hill Homes Ltd)‏، وعُينت مارغريت كرئيسة للشركة، وعقدت اجتماعها الافتتاحي في 16 طريق بيشوبسوود، في 6 يونيو 1944 (يوم النصر). عملت كرئيسة على مدار العشرين عامًا التالية، وخلال تلك الفترة ارتفع عدد المنازل التي تملكها وتديرها الشركة إلى تسعة. أصبحت أول رئيسة للشركة في عام 1966 وفي عام 1957، كُرمت على عملها علنًا عندما حصلت على وسام رتبة الإمبراطورية البريطانية.

## حياتها الشخصية
تزوجت مارغريت من أرشيبالد فيفيان هيل في يونيو 1913. انتقلوا من كامبريدج إلى الترينغهام بالقرب من مانشستر في عام 1920 عندما عُين هيل أستاذاً لعلم وظائف الأعضاء في جامعة مانشستر. في عام 1923، أصبح هيل أستاذًا لعلم وظائف الأعضاء في جامعة جودريل في كلية لندن الجامعية وانتقلوا إلى 16 طريق بيشوبسوود، هايجيت. خلال 54 عامًا في هايجيت، وفقًا لحفيدهم نيكولاس همفري، يقال إن حفلات الشاي غير الرسمية في منزلهم قد حضرها ما يصل إلى 18 من الحائزين على جائزة نوبل، بالإضافة إلى أصدقائهم ستيفن هوكينج وسيغموند فرويد. تقاعدوا إلى كامبريدج في عام 1967، حيث توفيت مارغريت هيل في 22 يونيو 1970 بسبب مرض باركنسون.
كان لأرشيبالد ومارغريت هيل ولدان وبنتان:
- بولي هيل (1914-2005)، اقتصادية، تزوجت من كاك همفريز، مسجل مجلس امتحانات غرب أفريقيا.
- ديفيد كينز هيل (1915–2002)، عالم وظائف الأعضاء، تزوج من ستيلا ماري همفري.
- موريس هيل (1919–1966)، عالم محيطات، تزوج من فيليبا باس.
- جانيت هيل (1918-2000) طبيبة نفسية للأطفال، تزوجت من عالم المناعة جون هربرت همفري.

## المنشورات
- Margaret Neville Keynes (1911). The Problem of Boy Labour in Cambridge. Cambridge: Bowes & Bowes.
- Margaret Neville Hill (1961). An Approach to Old Age and its Problems. Edinburgh; London: Oliver & Boyd.